# آرتور لوئیس
سر ویلیام آرتور لوئیس (به انگلیسی: Arthur Lewis)
(۲۳ ژانویه ۱۹۱۵ – ۱۵ ژوئن ۱۹۹۱) اقتصاددان اهل سنت لوسیا بود که در سال ۱۹۷۹ موفق به دریافت جایزه نوبل در اقتصاد شد.

## زندگی‌نامه
آرتور لوئیس در کاستریس، سنت لوسیا متولد شد. او دانش‌آموزی با استعداد بود و در سن چهارده سالگی در حالی که به عنوان یک کارمند مشغول به کار بود برای امتحان ورودی دانشگاه خود را آماده می‌کرد.